# Émeutes de Durban
 (août 2025).
Si vous disposez d'ouvrages ou d'articles de référence ou si vous connaissez des sites web de qualité traitant du thème abordé ici, merci de compléter l'article en donnant les références utiles à sa vérifiabilité et en les liant à la section « Notes et références ».
Les émeutes de Durban sont à l'origine de violents pogroms anti-indiens, ayant eu lieu du 13 au 15 janvier 1949, dans la plus grande métropole de la province du Natal en Afrique du Sud et dont les auteurs étaient des membres de la communauté  noire, essentiellement des zoulous. Ces pogroms sont suivis par de sanglantes confrontations ethniques entre Zoulous et Indiens.
Durant ces émeutes, de nombreux Indiens, de tous âges et de tous sexes, sont tués, brûlés vifs, à l'arme blanche ou par lapidation. De nombreux Zoulous trouvent également la mort, notamment au cours de combats sanglants avec les groupes indiens d'auto-défense ou sont abattus par la police. Les émeutes prennent fin après l'intervention de l'armée.
L'origine des émeutes semble avoir été une altercation entre un commerçant indien et un jeune garçon noir. L'annonce de la mort non avérée du jeune garçon, provoqua une vive réaction dans une partie de la communauté noire de Durban. Chauffés à blanc par cet incident, deux mille Zoulous environ, armés de barres d'acier, envahirent le marché indien de Durban où ils brisent les vitrines puis incendient les commerces avant de se replier sur d'autres quartiers indiens de Durban où de nombreuses exactions sont commises.
Au total, il a été dénombré 142 morts (87 Noirs, 50 Indiens, 1 Blanc et 4 autres), plus de 1 000 blessés et 40 000 réfugiés indiens. De nombreux bâtiments ont été détruits (dont 58 magasins et 247 logements) ou endommagés (2 usines, 652 magasins et 1 285 logements). 

## Historique
L'origine du pogrom anti-indiens de 1949 est à rechercher dans les rumeurs et les histoires circulant du côté zoulou, selon lesquels des jeunes Indiens riches profitaient des jeunes filles zoulou, les mettaient enceintes, refusaient de les épouser ou de payer une pension alimentaire. La rumeur d'une altercation violente (présentée d'abord comme mortelle) entre un magasinier indien et un jeune garçon noir pousse à son paroxysme ces sentiments et préjugés anti-indiens. 
Le 13 janvier 1949, vers 17h, Harilal Basanth, un commerçant indien blesse George Madondo, 14 ans, dont la tête heurte violemment une vitrine. L'incident provoque des perturbations sur la voie publique. A environ 300 mètres du marché indien où a eu lieu l'incident, un groupe d'hommes empêche les chauffeurs de bus de quitter le centre de Durban et incite les milliers de passagers bloqués, des Noirs et principalement des dockers, à débarrasser le pays des Indiens. Les émeutes débutent vers 18h. Des Indiens sont agressés sur Victoria Street par d'autres Africains, issus de la communauté zoulou, brisant toutes les vitrines des magasins appartenant aux Indiens sans toutefois pénétrer dans les commerces. Aucun Blanc ni les quelques policiers présents dans la rue ne sont agressés. Si les assaillants sont principalement des Noirs, il y a aussi quelques Indiens et Blancs parmi les émeutiers qui s'en prennent aux magasins. Les troubles sont encore cependant limités. En fin de soirée sont toutefois déplorées des attaques contre des bus dans les quartiers résidentiels de Cato Manor et de Clairwood.
Le lendemain, les émeutes s’amplifient sur Victoria Street et Queen Street avec cette fois beaucoup plus de violence. De nombreux bâtiments et commerces appartenant aux Indiens sont détruits et de nombreux commerçants indiens et leurs familles (qui habitaient souvent au dessus de leur commerce) victimes de ces incendies. Des témoignages soulignent que des Blancs sud-africains applaudissent les assaillants zoulous et se joignent au pillage des commerces indiens, notamment des femmes exhortant les Zoulous à frapper les « coolies ». Les Indiens ne restent pas inertes et nombre d'entre eux ripostent à leur tour pour repousser les assaillants, en lançant des briques et des bouteilles depuis les balcons. Les troubles s'étendent sur Berea et Bellair roads où des Indiens sont agressés. Plusieurs groupes d'émeutiers investissent les rues Victoria, Greyville, Maydon, West, Point Road et Umgeni. À Clairwood, les Indiens s'organisent en groupes d'auto-défense et se heurtent à des groupes zoulous. En d'autres endroits, les Indiens eux-mêmes attaquent des passants noirs qui n'ont rien à voir avec les émeutes.
En début de soirée, les forces de maintien de l'ordre bloquent le district indien du centre de Durban. Les assaillants se sont néanmoins repliés vers les banlieues de Cato Manor, Clairwood et Jacobs, où vivent de nombreux Indiens et où de nombreux viols, meurtres et incendies sont alors commis. Des Indiens de tous âges et de tous sexes sont notamment matraqués à mort. Des familles entières sont brûlées vives. De nombreux Indiens se défendent et les rues sont alors le théâtre de véritables batailles rangées. À 21h, l'armée et la police investissent Cato Manor mais les combats perdurent jusque tard dans la nuit.
Le samedi 15 janvier, des régiments entiers de l'armée et de la police, arrivés de toute l'Afrique du Sud, parviennent à rétablir l'ordre à Cato Manor. De nombreux corps jonchent le sol des rues et de nombreuses arrestations ont lieu. Cependant, des émeutes de moindre ampleur se produisent encore quelques jours plus tard dans quelques quartiers de Pietermaritzburg. Conséquence immédiate des émeutes, la police mentionne recevoir de nombreux rapports relatant des agressions de Noirs par des Indiens.

## Bilan
Au total, il est déploré la mort de 142 personnes (87 Noirs, 50 Indiens, 1 Blanc et 4 personnes non classées), 1 087 blessées (541 Noirs, 503 Indiens, 32 Blancs et 11 coloureds). Il est également déploré la destruction de 247 maisons, de 58 magasins et commerces et d'une usine ainsi que d'importantes dégradations affectant un millier de maisons, plus de 600 commerces et deux usines. 

## Enquête
En février 1949, le gouvernement Malan nomme une commission judiciaire composée de trois magistrats et présidée par l'un d'entre eux, le juge F.P. Van den Heever,  pour enquêter sur les émeutes. De son côté, le Congrès indien sud-africain (SAIC) et le Congrès national africain (ANC) forment un conseil conjoint pour apaiser les tensions communautaires et publient une déclaration commune sur les émeutes de Durban. Le SAIC et l'ANC sont d'abord représentés conjointement aux audiences de la commission mais s'étant vues notifier un refus quant à leur demande pour contre-interroger les témoins, ils se retirent, suivis du major Cowley, qui représente les comités consultatifs autochtones de Durban.  La Natal Indian Organization (NIO) et l'Institut sud-africain des relations raciales continuent néanmoins de participer, amenant notamment des preuves attestant que des Blancs encourageaient les émeutiers.
Le 16 avril 1949, la Commission van den Heever publie son rapport, exonérant les autorités blanches locales, mais lequel est critiqué par la SAIC.